# Jmeijme
Jmeijme ou Jmaijmeh est un petit village au sud du Liban se trouvant à une altitude de 750 m.

## Bombardement de Jmeijme en 1996
Entre le 11 avril et le 27 avril 1996, Israël lance une campagne de bombardement appelée Opération Raisins de la colère contre des cibles situées sur le territoire libanais. L'aviation israélienne a bombardé plusieurs maisons dans le village qui ont conduit à la mort de plus de 10 civils, qui sont restés plusieurs jours sous les décombres.